# مروان حايك
مروان حايك هو الرئيس التنفيذي لشركة الاتصالات ألفا في لبنان. من مواليد 7 سبتمبر 1969، هو خبير تنفيذي في الاقتصاد والاتصالات الرقمية، وكان جزءًا من الفريق الذي بنى أول شبكة جي إس إم في لبنان، يتمتع مروان بأكثر من 18 عامًا من الخبرة في قطاع الاتصالات في منطقة الشرق الأوسط وشمال إفريقيا.

## دراسته
حصل مروان حايك على درجة الماجستير في الاتصالات السلكية واللاسلكية والهندسة الكهربائية من كلية الفنون التطبيقية في بلجيكا، وحضر وشارك في العديد من الدورات التدريبية الخاصة بالتقنية وتكنولوجيا المعلومات والإدارة في إنسياد ومعهج ماساتشوستس للتكنولوجيا وجامعة هارفارد، وغيرها.

## حياته المهنية
بدأ حايك حياته المهنية مع فرانس تليكوم في لبنان، المعروفة حاليًا باسم ألفا، حيث كان جزءًا من الفريق الأول الذي بنى أول شبكة جي إس إم في لبنان، ثم انضم لاحقًا إلى أوراسكوم تليكوم القابضة في عام 1999. شغل حايك العديد من المهام في الشركات التابعة لمجموعة أوراسكوم تليكوم.
انضم إلى موبينيل - مصر كمسئول عن تقنية VP، كما عمل كمدير قسم التسويق في موبيلينك في باكستان بين يونيو 2003 وسبتمبر 2007. وعمل جزءًا من الفريق الذي بنى شبكة سبأفون في اليمن بين عامي 2000 و2002.
تولى حايك منصب الرئيس التنفيذي لشركة ألفا منذ بداية مارس 2010، وعمل على إدخال تقنية ما بعد الجيل الثالث (3G +)،
 التي تم إطلاقها لأول مرة في أكتوبر 2011. بالإضافة إلى إدخال تقنية 4G-LTE في مايو 2013.

## وصلات خارجية
- Marwan Hayek's Twitter
- Alfa Telecom's Official Website